# Iouriy Bohoutsky
Iouriy Petrovytch Bohoutsky (en ukrainien : Юрій Петрович Богуцький 1952-2019), est un ancien ministre de la culture ukrainien.

## Biographie
Il est diplômé l'Ecole culturelle de Kherson, de l'Université nationale de la culture et des arts de Kiev.

## Ministre de la culture, de la jeunesse et des sports de l'Ukraine
Bohoutsky a été nommé ministre de la Culture de août à décembre 1999, puis de juin 2001 à février 2005, dans le Gouvernement Ianoukovytch II.